# Ministerio de Educación de la Autoridad Nacional Palestina
El Ministerio de Educación y de Educación Superior de la Autoridad Nacional Palestina es la rama del gobierno palestino a cargo de la gestión de la educación en los territorios palestinos. Fue establecido en 1994 después de la formación de la Autoridad Nacional Palestina. 
Nasser al-Shaer, exministro de Educación, fue detenido por las autoridades israelíes en dos ocasiones por ser miembro de Hamás, pero liberado en ambas ocasiones. Después de la toma del poder de Hamás en la Franja de Gaza en junio de 2007, el presidente Mahmoud Abbas despidió a todos los ministros de Hamás, incluyendo Shaer. El nuevo ministro designado de Educación durante el gobierno de Fatah reconocido internacionalmente en la Ribera Occidental se convirtió en Lamis Al-Alami, mientras que en la franja de Gaza bajo el Gobierno de Hamás en Gaza la oficina fue tomada por Osama al-Muzayni. 
La oficina del Ministerio de Educación en Gaza fue destruido en un ataque aéreo israelí, que forma parte de la ofensiva Operación Plomo Fundido.